# Attentats du 23 juin 2017 au Pakistan
Les attentats du 23 juin 2017 au Pakistan sont une série d'attaques terroristes islamistes revendiquées par Tehrik-e-Taliban Pakistan dans les villes de Parachinar, Quetta et aussi Karachi. Le bilan provisoire des attaques est de 94 morts et plus de 200 blessés.